# Gare de Diepenbeek
La gare de Diepenbeek (en néerlandais : station Diepenbeek) est une gare ferroviaire belge de la ligne 34, de Liège à Hasselt, située sur le territoire de la commune de Diepenbeek, en Région flamande dans la province de Limbourg.
Elle est mise en service en 1856 par la Compagnie du chemin de fer Liégeois-Limbourgeois. C'est une gare de la Société nationale des chemins de fer belges (SNCB) desservie par des trains InterCity (IC), Suburbains (S43) et d'Heure de pointe (P).

## Situation ferroviaire
Établie à 42 mètres d'altitude, la gare de Diepenbeek est située au point kilométrique (PK) 47,60 de la ligne 34, de Liège à Hasselt, entre les gares ouvertes de Bilzen et de Hasselt.

## Histoire
La station de Diepenbeek est mise en service le 1er octobre 1856 lorsque la Compagnie du Chemin de Fer d'Aix-la-Chapelle à Maastricht ouvre à l'exploitation la ligne de Maastricht à Hasselt via Tongres, actuelle ligne 20 (en partie fermée). Dans les années 1860, la Compagnie du chemin de fer Liégeois-Limbourgeois, au réseau exploité par les chemins de fer de l’État des Pays-Bas, met en service une ligne venant de Liège. Un accord entre les deux compagnies lui permet d'utiliser la section Hasselt - Beverst du chemin de fer de Maastricht ; cette dernière est désormais référencée comme faisant partie de la ligne 34.
À la fin du XIXe siècle, les Chemins de fer de l'État belge reprennent ces deux exploitants privés. Une grande partie des gares entre Hasselt et la région liégeoise sont remplacés par de nouvelles constructions unifiées mais ce n'est pas le cas à Diepenbeek où l'édifice des années 1850, semblable à celui de la gare de Munsterbilzen dans son état originel, est utilisé jusqu'à la fermeture du guichet en 1950. Il a par la suite été démoli.
Réduit au rang de simple point d'arrêt, Diepenbeek a fait l'objet d'une profonde rénovation en 2022 avec la réalisation d'un passage souterrain adapté aux personnes à mobilité réduite et la suppression des sept passages à niveau voisins, remplacés par des ponts.

## Service des voyageurs

### Accueil
Halte SNCB, c'est un point d'arrêt non géré (PANG) à accès libre.

### Dessertes
Diepenbeek est desservie par des trains InterCity (IC) et d'Heure de pointe (P) de la SNCB circulant sur la ligne commerciale 34 (Liège-Hasselt).

#### Semaine
Diepenbeek est desservie par deux services cadencés à l'heure : des trains IC reliant Gand-Saint-Pierre à Tongres via Bruxelles, Aarschot et Hasselt (sans arrêt à Louvain) et des trains S43 de Hasselt à Liège et Maastricht.
Neuf trains supplémentaires se rajoutent aux heures de pointe :
- deux trains IC d'Anvers-Central à Tongres via Malines, Brussels-Airport-Zaventem, Louvain, Aarschot et Hasselt ; le matin, retour l’après-midi) ;
- deux trains P de Tongres à Bruxelles-Midi, via Aarschot et Hasselt (sans arrêt à Louvain) ; le matin, retour l’après-midi ;
- un train P de Tongres à Hasselt, le soir.

#### Week-ends et fériés
Seuls circulent des trains IC d'Anvers-Central à Liège-Guillemins via Lier, Aarschot, Hasselt et Tongres.

### Intermodalité
Un parc pour les vélos et un parking pour les véhicules y sont aménagés.

## Comptage voyageurs
Ce graphique et tableau montre le nombre de voyageurs embarquant en moyenne durant la semaine, le samedi et le dimanche.
| Nombre de passagers qui embarquent à la gare de Diepenbeek | Nombre de passagers qui embarquent à la gare de Diepenbeek | Nombre de passagers qui embarquent à la gare de Diepenbeek | Nombre de passagers qui embarquent à la gare de Diepenbeek |
|                                                            | Semaine                                                    | Samedi                                                     | Dimanche                                                   |
| ---------------------------------------------------------- | ---------------------------------------------------------- | ---------------------------------------------------------- | ---------------------------------------------------------- |
| 1991                                                       | 109                                                        | 37                                                         | 52                                                         |
| 1992                                                       | 110                                                        | 57                                                         | 60                                                         |
| 1993                                                       | 112                                                        | 55                                                         | 78                                                         |
| 1994                                                       | 112                                                        | 33                                                         | 107                                                        |
| 1995                                                       | 84                                                         | 41                                                         | 67                                                         |
| 1996                                                       | 99                                                         | 50                                                         | 74                                                         |
| 1997                                                       | 126                                                        | 54                                                         | 93                                                         |
| 1998                                                       | 123                                                        | 40                                                         | 98                                                         |
| 1999                                                       | 164                                                        | 65                                                         | 77                                                         |
| 2000                                                       | 211                                                        | 76                                                         | 96                                                         |
| 2001                                                       | 154                                                        | 83                                                         | 68                                                         |
| 2002                                                       | 157                                                        | 52                                                         | 86                                                         |
| 2003                                                       | 176                                                        | 55                                                         | 92                                                         |
| 2004                                                       | 225                                                        | 65                                                         | 93                                                         |
| 2005                                                       | 202                                                        | 48                                                         | 136                                                        |
| 2006                                                       | 254                                                        | 80                                                         | 108                                                        |
| 2007                                                       | 305                                                        | 94                                                         | 146                                                        |
| 2008                                                       | -                                                          | -                                                          | -                                                          |
| 2009                                                       | 388                                                        | 108                                                        | 171                                                        |
| 2010                                                       | -                                                          | -                                                          | -                                                          |
| 2011                                                       | -                                                          | -                                                          | -                                                          |
| 2012                                                       | 463                                                        | 104                                                        | 194                                                        |
| 2013                                                       | 412                                                        | 109                                                        | 178                                                        |
| 2014                                                       | 427                                                        | 143                                                        | 206                                                        |
| 2015                                                       | 443                                                        | 103                                                        | 148                                                        |
| 2016                                                       | 445                                                        | 110                                                        | 161                                                        |
| 2017                                                       | 413                                                        | 89                                                         | 159                                                        |
| 2018                                                       | 449                                                        | 162                                                        | 141                                                        |
| 2019                                                       | 522                                                        | 73                                                         | 75                                                         |
| 2020                                                       | 283                                                        | 106                                                        | 138                                                        |
| 2021                                                       | -                                                          | -                                                          | -                                                          |
| 2022                                                       | 342                                                        | 166                                                        | 228                                                        |
| 2023                                                       | 509                                                        | 105                                                        | 137                                                        |
| 2024                                                       | 489                                                        | 136                                                        | 199                                                        |